# Kurz sebeovládání
Kurz sebeovládání (v anglickém originále Anger Management) je americký sitcom, vytvořený na motivy filmu Kurs sebeovládání z roku 2003. První díl seriálu měl premiéru 28. června 2012 na americkém kanále FX, poslední díl byl odvysílán 22. prosince 2014.
První díl Kurzu sebeovládání zlomil rekord v nejsledovanější epizodě sitcomu na kabelové televizi se sledovaností 5 740 000 diváků.[zdroj⁠?!] Po desetidílné první řadě byla vysílána 2. řada seriálu o rozsahu 90 dílů.

## Děj
Děj se točí okolo terapeuta Charlieho Goodsona, který vede terapii zvládání vzteku. Má skupinu ve vězení, jednu taky vede u sebe doma. Má třináctiletou dceru Sam, kterou má se svou bývalou manželkou Jennifer. Taky má 'vztah' se svou vlastní terapeutkou na zvládání vzteku Kate. Charlie často zasahuje do osobních životů svých pacientů.

## Obsazení
Hlavní postavy seriálu představují:
| Charlie Sheen     | Dr. Charlie Goodson, někdejší hráč nižší baseballové ligy, nově působící jako terapeut v kursu sebeovládání |
| Selma Blairová    | Dr. Kate Wales, Charlieho terapeutická kolegyně a sexuální partnerka                                        |
| Shawnee Smith     | Jennifer Goodson, Charlieho bývalá manželka                                                                 |
| Daniela Bobadilla | Sam Goodson, Charlieho náctiletá dcera                                                                      |
| Noureen DeWulf    | Lacey, Charlieho pacientka                                                                                  |
| Michael Arden     | Patrick, Charlieho pacient                                                                                  |
| Derek Richardson  | Nolan, Charlieho pacient                                                                                    |
| Barry Corbin      | Ed, Charlieho pacient                                                                                       |
| Martin Sheen      | Martin Goodson, Charlieho extrémně kritický otec (od 2. řady, dříve jako hostující postava)                 |

## Epizody
| Řada | Díly | Premiéra v USA  | Premiéra v USA    | Premiéra v ČR     | Premiéra v ČR     |
| Řada | Díly | První díl       | Poslední díl      | První díl         | Poslední díl      |
| ---- | ---- | --------------- | ----------------- | ----------------- | ----------------- |
| 1    | 10   | 28. června 2012 | 23. srpna 2012    | 1. července 2019  | 16. července 2019 |
| 2    | 90   | 17. ledna 2013  | 22. prosince 2014 | 17. července 2019 | 19. prosince 2019 |